# Ischnansis curvicerca
Ischnansis curvicerca är en insektsart som beskrevs av Boris Petrovich Uvarov 1938. Ischnansis curvicerca ingår i släktet Ischnansis och familjen gräshoppor. Inga underarter finns listade i Catalogue of Life.